# Le Pavé de Roubaix 2012
De tiende editie van de wielerwedstrijd Le Pavé de Roubaix werd gehouden op 8 april 2012. De start was in Saint-Amand-les-Eaux, de finish in Roubaix. De wedstrijd maakte deel uit van de UCI Juniors Nations' Cup 2012, in de categorie 1.Ncup. In 2011 won de Fransman Florian Sénéchal. Deze editie werd gewonnen door de Deen Mads Würtz Schmidt.

## Uitslag
| Plaats  | Naam                 | Tijd     |
| ------- | -------------------- | -------- |
| Winnaar | Mads Würtz Schmidt   | 3u01'32" |
| 2       | Anthony Turgis       | + 56"    |
| 3       | Jonathan Dibben      | z.t.     |
| 4       | Martin Otonicar      | z.t.     |
| 5       | Markus Hoelgaard     | z.t.     |
| 6       | Joachim Vanreyten    | + 1'18"  |
| 7       | Federico Zurlo       | z.t.     |
| 8       | Félix Pouilly        | z.t.     |
| 9       | Ricardo van Dongen   | + 1'19"  |
| 10      | Mads Pedersen        | z.t.     |
| 11      | Francesco Rosa       | + 1'23"  |
| 12      | Nathan Van Hooydonck | + 2'07"  |
| 13      | Odd Christian Eiking | z.t.     |
| 14      | Samuel Lowe          | z.t.     |
| 15      | Fredrik Ludvigsson   | + 2'13"  |
| 16      | Dylan Kowalski       | + 2'24"  |
| 17      | Dries Verstrepen     | z.t.     |
| 18      | Harry Tanfield       | z.t.     |
| 19      | Christián Torres     | z.t.     |
| 20      | Thomas Boudat        | z.t.     |

2003 · 2004 · 2005 · 2006 · 2007 · 2008 · 2009 · 2010 · 2011 · 2012 · 2013 · 2014 · 2015 · 2016 · 2017 · 2018 · 2019 · 2020 · 2021 · 2022 · 2023 · 2024